# La Quart
La Quart (oficialmente y en catalán La Quar) es un municipio de Cataluña, España. Perteneciente a la provincia de Barcelona, en la comarca del Bergadá y situado al este de la comarca con el límite con las del Llusanés y el Ripollés. Centro histórico del antiguo baronío de la Portella. Su núcleo está en Santa María de la Quart, al pie de la mole rocosa donde se encuentra el santuario de la Quart, si bien las dependencias del ayuntamiento se encuentran en San Mauricio de la Quart. En su término municipal se encuentra el monasterio románico de San Pedro de la Portella.

## Demografía
La Quart cuenta con una población de 42 habitantes (INE 2024).
| Gráfica de evolución demográfica de La Quart entre 1857 y 2021 |
| |
| Población de derecho según los censos de población del INE. Población de hecho según los censos de población del INE.En estos censos se denominaba La Quart: 1857, 1860, 1877, 1887, 1897, 1900, 1910, 1920, 1930, 1940, 1950, 1960, 1970 y 1981. Entre el censo de 1857 y el anterior, crece el término del municipio porque incorpora a La Portella. Entre el censo de 1857 y el anterior, aparece este municipio porque se segrega del municipio Olbán. |

| 1900 | 1930 | 1950 | 1970 | 1981 | 1996 | 2006 |
| ---- | ---- | ---- | ---- | ---- | ---- | ---- |
| 281  | 200  | 77   | 43   | 39   | 56   | 61   |

La población siempre ha sido relativamente escasa: en 1370, ya superada la peste negra tenía 11 familias y en el siglo XVIII no llegaba a los 200 habitantes. Después de la cifra máxima conseguida en 1857 (578 hab.), la población comenzó a reducirse. A lo largo del siglo XX este municipio ha sufrido una despoblación crónica: 279 hab. en 1910, 142 en 1960, 30 en 1985, 43 en 1991 y 61 en 2006.
Las causas de esta situación de despoblación progresiva son la falta de servicios, ya que buena parte de las masías no tienen luz eléctrica ni teléfono, y los servicios sanitarios y educativos se encuentran en algunos casos bastante lejos (más de 20 km de distancia). Santa María de la Quart, ha sido considerada tradicionalmente cabeza del municipio, aunque las dependencias municipales se encuentran en San Mauricio de la Quart.

## Economía
Agricultura de secano.

## Lugares de interés
- Iglesia de Santa María de la Quart.
- Capilla de San Mauricio de la Quart, del siglo XVII.
- Castillo de la Portella
- Monasterio de Sant Pere de la Portella, de origen románico.

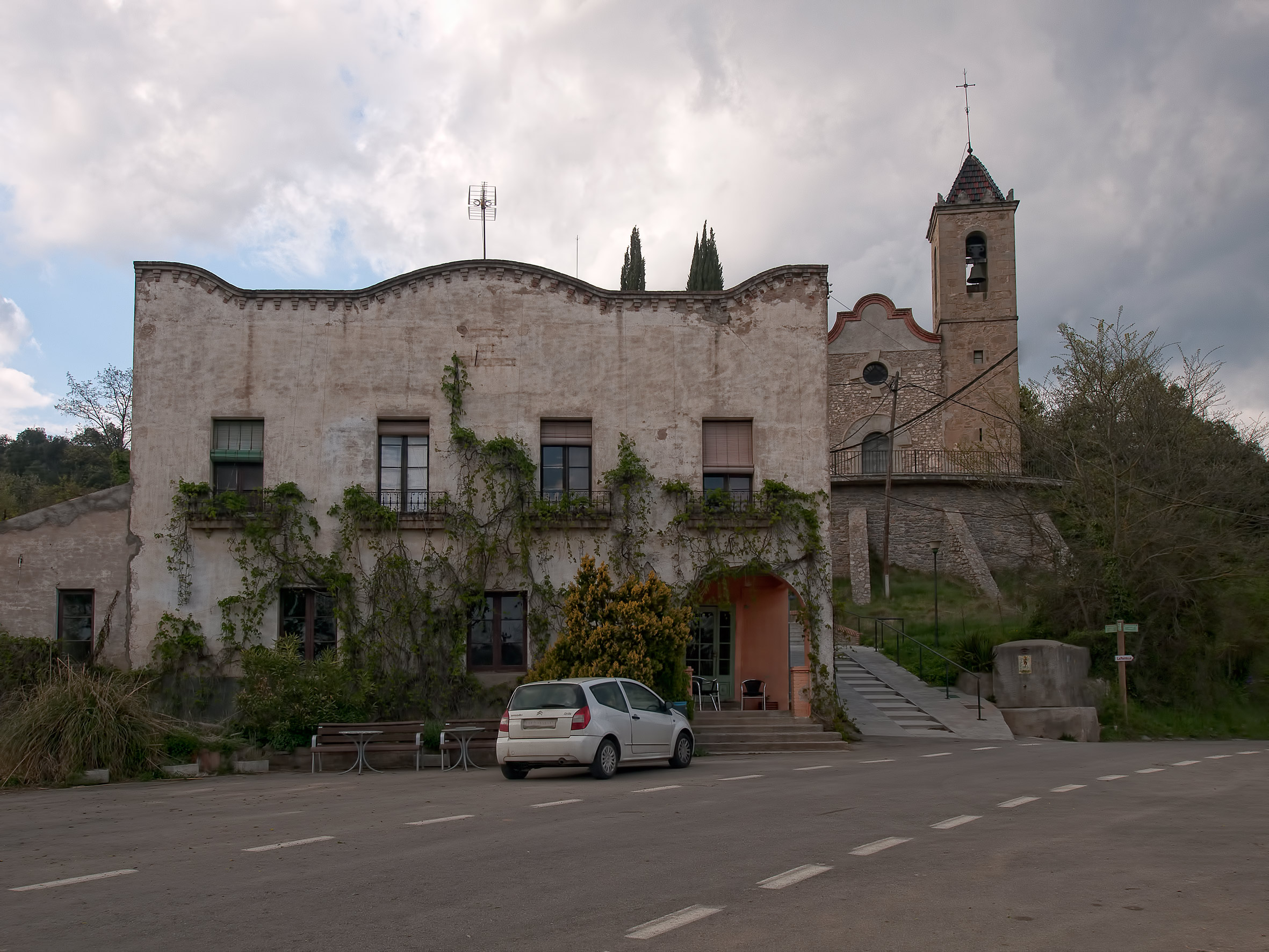
Vista de La Quart